# Flachs-Seide
Die Flachs-Seide (Cuscuta epilinum) oder Flachsseide, auch Lein-Seide und Filzkraut genannt, ist eine Pflanzenart innerhalb der Familie der Windengewächse (Convolvulaceae). Dieser blattgrünlose Vollschmarotzer parasitiert fast ausschließlich den Gemeinen Lein, ist aber mit dem fast vollständigen Rückgang dessen Anbaus in seinem ursprünglichen Verbreitungsgebiet Europa ausgestorben.

## Beschreibung

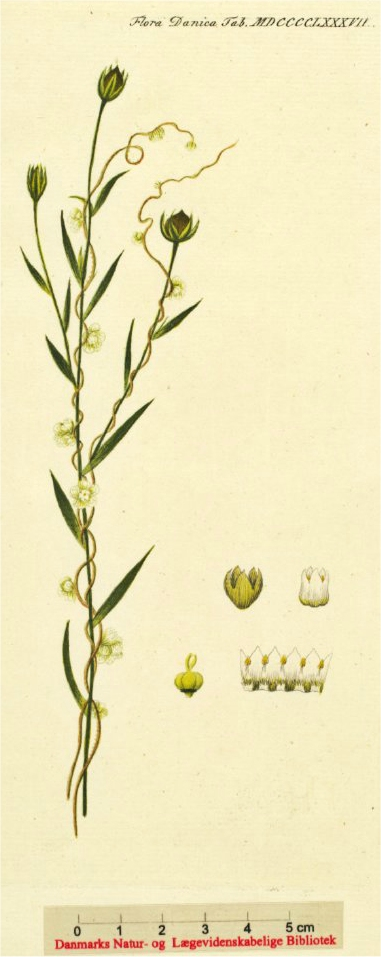
Illustration

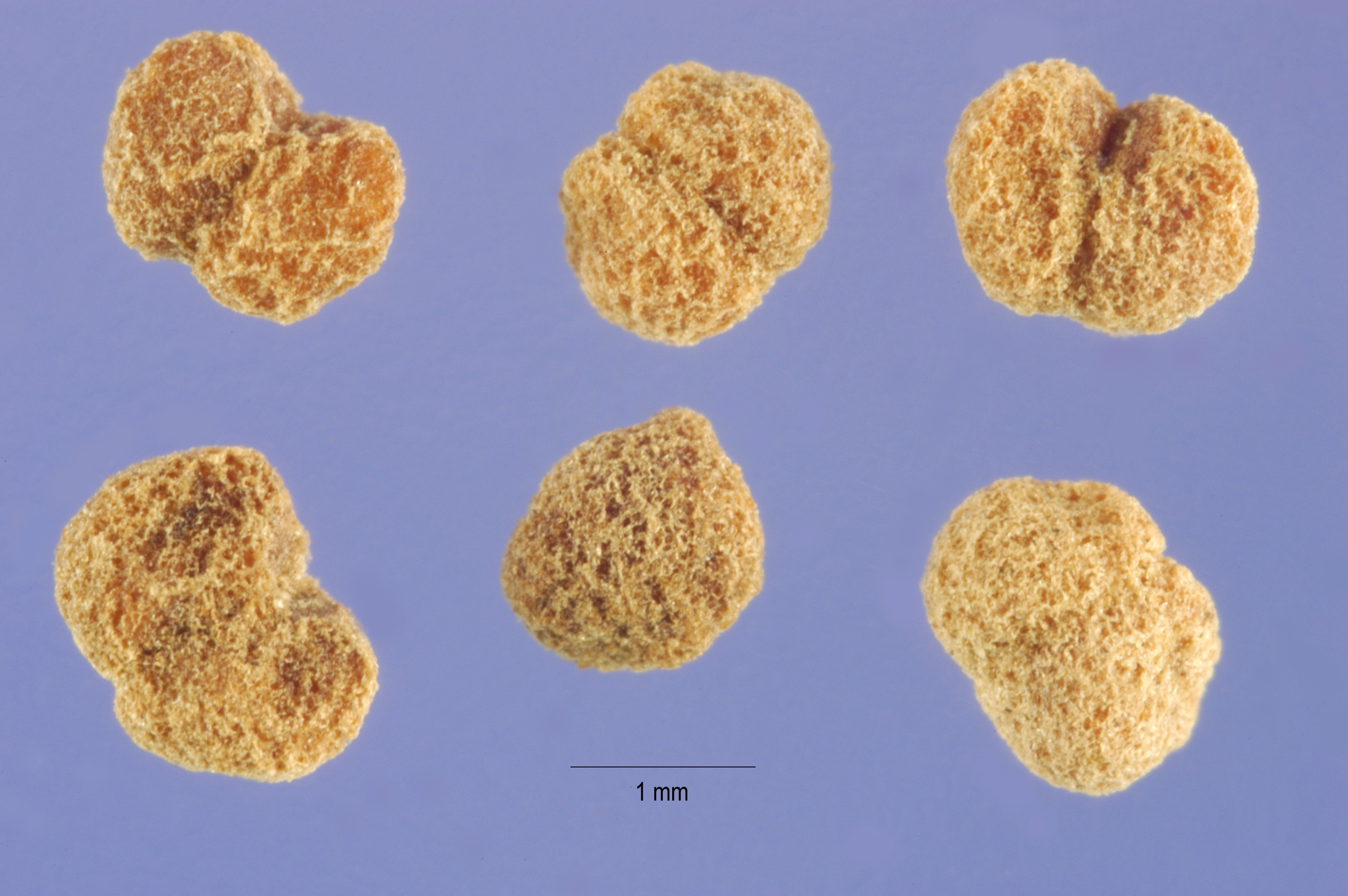
Samen

### Vegetative Merkmale
Bei der Flachs-Seide handelt es sich um eine einjährige, krautige Pflanze. Sie hat weder Wurzeln noch Blätter, der Stängel ist 30 bis 50 Zentimeter lang und 0,5 bis 1 Millimeter dick, un- oder schwach verzweigt und, da vollständig ohne Chlorophyll, von blassgelblicher Farbe.

### Generative Merkmale
Die ungestielten Blüten bilden dichte, 10 bis 12 Millimeter breite Knäuel. 
Die relativ kleinen, zwittrigen Blüten sind fünfzählig mit doppelter Blütenhülle. Der Kelch und die Blütenkronröhre sind von gleicher Länge, die Kelchzipfel sind breit dreieckig bis eiförmig, spitz und überlappen einander am Grunde. Die Krone ist 2,5 bis 3 Millimeter lang und von grünlicher bis gelblichweißer Farbe. Die Blütenkronröhre ist annähernd doppelt so lang wie die eiförmig bis dreieckigen, spitzen und meist aufrechten Blütenkronzipfel. Die Schlundschuppen sind breit-zungenförmig, kurz gefranst, und dicht an der Kronröhre anliegend, die sie nicht verschließen. Die beiden unverwachsenen Griffel sind rund ebenso lang wie die fadenförmigen, verdickten Narben. Griffel und Narben gemeinsam sind kürzer als der Fruchtknoten und jeweils kürzer als die Blütenkrone. 
Die Kapselfrüchte sind abgeflacht und anderthalbmal breiter als hoch. Die Samen sind 1 bis 2 Millimeter groß und häufig paarweise vorzufinden.
Die Chromosomenzahl beträgt 2n = 42.

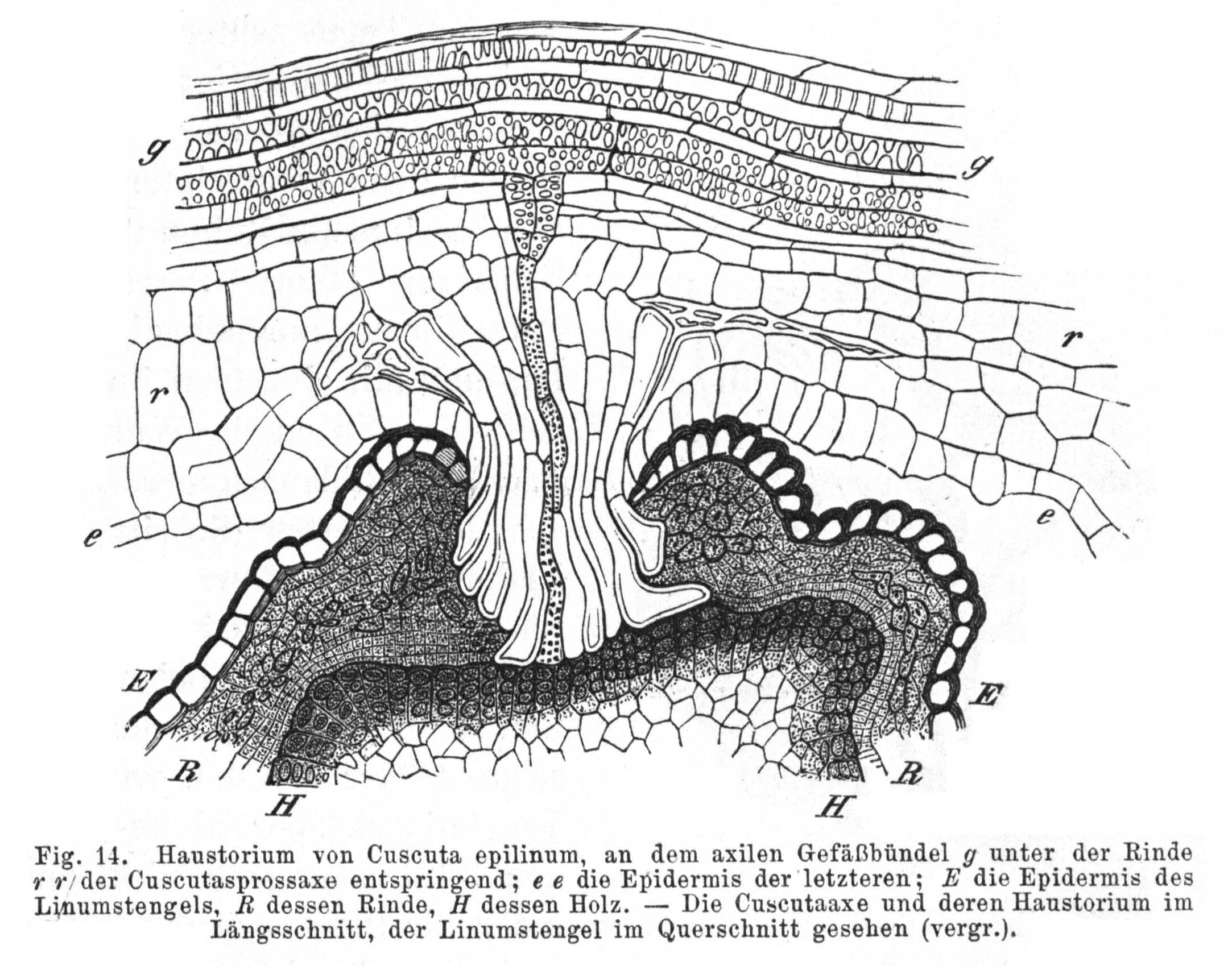
Haustorium der Flachs-Seide

## Ökologie
Bei der Flachs-Seide handelt es sich um einen Therophyten und Holoparasiten.
Als Bestäuber wirken Wespen, besonders Grabwespen, aber auch Selbstbestäubung ist möglich. Die Diasporen werden häufig durch den Menschen ausgebreitet (Hemerochorie).

## Vorkommen
Die ursprüngliche Heimat der Flachs-Seide soll das Gebiet zwischen Iran und Zentralasien sein.
Flachs-Seide war eine in Europa vorkommende Pflanzenart. In Deutschland, Österreich, Schweiz, Slowenien, Tschechien, Slowakei, Niederlande, Polen, Finnland, Schweden und Norwegen wird sie als verschollen oder ausgestorben geführt. Einzelmeldungen finden sich aus Dänemark, dem Baltikum oder Polen, beruhen aber auf gemeinhin als eingeschleppt betrachteten Pflanzen. Insbesondere in Nordamerika kommt die Art jedoch noch als eingeführte Art vor.
Grund für den Rückgang ist das fast vollständige Ende des Flachsanbaus in Europa, denn Flachs-Seide parasitierte ausschließlich den Gemeinen Lein (Linum usitatissimum), nur selten auch den Leindotter (Camelina sativa).
Flachs-Seide war collin bis montan verbreitet und eine Charakterart der Assoziation Sileno linicolae-Linetum aus dem Verband Lolio remotae-Linion. Die Art stieg in Südtirol bis 1420 Meter Meereshöhe auf.
Die ökologischen Zeigerwerte nach Landolt et al. 2010 sind in der Schweiz: Feuchtezahl F = 2+ (frisch), Lichtzahl L = 4 (hell), Reaktionszahl R = 3 (schwach sauer bis neutral), Temperaturzahl T = 4+ (warm-kollin), Nährstoffzahl N = 3 (mäßig nährstoffarm bis mäßig nährstoffreich), Kontinentalitätszahl K = 3 (subozeanisch bis subkontinental).
In manchen Botanischen Gärten finden sich Erhaltungskulturen, die das vollständige Erlöschen der Art verhindern sollen.

## Geschichte
Die Flachs-Seide wird als Schädling des Flachses schon in einer Handschrift Hortus sanitatis als Cuscuta abgebildet, die um 1400 bis 1430 verfasst worden sein dürfte.

## Trivialnamen
Für die Flachs-Seide (lateinisch cuscuta, auch cuscutha und cassutha) bestehen bzw. bestanden auch die weiteren deutschsprachigen Trivialnamen: Chrugel (Schweiz), Cipergras (Siebenbürgen bei Randol), Deiwelszwirn (Siebenbürgen), Doter (mittelniederdeutsch), Dotter, Feldseide, Filzkraut (Elsass, Salzburg), Wilder Flachs, Flachsdottern, Flachsdotterstangen, Flachsseiden, Flasssid (Altmark), Falsches Frauenhaar (Thüringen), Unser Frauen Haar, Unser lieben Frauen Blumenhaar, Grind (Schweiz), Hopfenseide (Schlesien), Künelschorft, Jungfernhaar (Kärnten), Leindotter, Leinwolle, Leithaar (Sachsen), Rang (Westerwald), Range, Ringel (Schweiz, Tirol, Memmingen), Schorft, Seide (Mark), Seidenkraut (Elsass), Sid, Side, Siden (Unterweser), Sie (Göttingen), Sied (Mecklenburg), Sien (Unterweser), Siren (Unterweser), Stolzkraut (Schlesien), Teufelszwirn (Hessen, Werra, Ostpreußen), (große) Thymseide, Timseiden (Siebenbürgen), Timtochter, Todter als in Flachs (bereits 1482 erwähnt), Todtern, Tother (althochdeutsch), Tottern, Viltcruyt (mittelniederdeutsch, holländisch), Vilzkraut, Vogelseide, Werbeschmaren (Siebenbürgen bei Zuckmantel), Wilder Flachs, Wranghe und Zipepras (Siebenbürgen im Rauthal).